# Péter Máté
Péter Máté (ur. 2 grudnia 1984 w Püspökladány) – węgierski piłkarz, występujący na pozycji obrońcy.